# Widerstandsgruppe um Jochen Bock
Die Widerstandsgruppe um Jochen Bock bestand aus fünf Erfurter Handelsschülern, die im August und September 1943 verschiedene Aktionen gegen die NS-Diktatur planten und ausführten, etwa das Beschriften von Schutzhütten mit Anti-Nazi-Parolen und das Herstellen und Verbreiten von Flugblättern. Sie wurden von Mitschülern denunziert, von der Gestapo festgenommen und wegen „Rundfunkverbrechens und Vorbereitung eines hochverräterischen Unternehmens“ zu Haftstrafen verurteilt.

## Geschichte

### Hintergrund
Die fünf direkt beteiligten Jugendlichen im Alter von 15 bis 16 Jahren stammten aus ganz unterschiedlichen familiären Hintergründen und besuchten gemeinsam die Handelsschule in der Talstraße in Erfurt. Als Initiator der Gruppe gilt Jochen Bock, der durch den Verlust seines älteren Bruders in der Schlacht von Stalingrad in seiner regimekritischen Haltung bestärkt wurde und begann, ausländische Rundfunksender, insbesondere Radio Moskau, zu hören. Die Sendungen des Nationalkomitees Freies Deutschland (NKFD) brachten ihn auf die Idee, eine Zelle des NKFD zu gründen und Flugblätter gegen Hitler und das nationalsozialistische Regime zu verfassen und zu verbreiten.
Als Unterstützer gewann er seine Mitschüler Karl Metzner, Gerd Bergmann, Helmut Emmerich und Joachim Nerke. Die Gruppe traf sich in den Wochen von August bis September 1943 wiederholt in Cafés und zu Ausflügen in den Erfurter Steigerwald, um Möglichkeiten des Widerstandes zu diskutieren. In Schutzhütten im Steigerwald hinterließen sie Appelle gegen den Krieg und die Parole „Nieder mit Hitler!“. Sie setzten außerdem gemeinsam ein Flugblatt auf, das sie auf Karl Metzners Schreibmaschine vervielfältigten und in Erfurter Briefkästen verteilten oder aus der fahrenden Straßenbahn warfen. Weitere Aktionen wie kleinere Sabotageakte waren ebenfalls geplant, kamen jedoch nicht mehr zustande, da wohl durch die Meldung von Mitschülern die Gestapo auf die Gruppe aufmerksam wurde. Am 14. und 15. September wurden die Jugendlichen verhaftet und von der Gestapo verhört. Trotz der Schläge, die sie einstecken mussten, scheinen sie bei ihrer Version geblieben zu sein, wonach sie „nur zu fünft“ waren. Am 17. September 1943 wurden sie in das Gefängnis an der Andreasstraße, Ecke Friedrich-Wilhelmsplatz (heute: Domplatz) gebracht.

### Haft
Als politische Gefangene wurden die Jungen in der Untersuchungshaft weitgehend voneinander isoliert und gemeinsam mit kriminellen Straftätern untergebracht. Jochen Bock verblieb komplett in Einzelhaft, da er als „Rädelsführer“ der Gruppe galt und ihm jeglicher Kontakt verwehrt bleiben sollte.

### Prozess
Am 17. April 1944 erfolgte die offizielle Anklage beim Oberlandesgericht Kassel. Der Prozess fand am 2. Juni 1944 im Landesgerichtsgebäude in Erfurt statt. Ein psychologisches Gutachten wirkte sich mildernd auf das Strafmaß aus, sodass die Jungen nach dem Jugendstrafgesetz verurteilt wurden. Auch die wohlwollenden Beurteilungen des Klassenlehrers Albrecht Schulz wirkten sich vermutlich positiv aus. Die Jugendlichen entgingen der drohenden Todesstrafe wegen „Hochverrats“. Karl Metzner, Gerd Bergmann und Helmut Emmerich wurden zu Gefängnisstrafen zwischen sechs und acht Monaten verurteilt, da sie lediglich als „Mitläufer“ eingestuft wurden. Joachim Nerke wurde zu einem Jahr und sechs Monaten verurteilt, die er im Jugendgefängnis Bautzen bis Februar 1945 verbüßte. Der Initiator der Gruppe, Jochen Bock, wurde wegen „Abhörens ausländischer Sender und der Verbreitung der gehörten Nachrichten“ zu mindestens zwei Jahren Haft im Jugendgefängnis Hoheneck bei Chemnitz verurteilt, die er bis Kriegsende verbüßte. Er verstarb 1947 an Tuberkulose, vermutlich eine Folge der Haft.

## Inhalt des Flugblattes
Überliefert ist der Text des (ursprünglich in mehreren Versionen erstellten) Flugblattes nur in Form einer Abschrift in den Gerichtsakten. Er ist an Sendungen des „Nationalkomitees Freies Deutschland“ angelehnt und lautet wie folgt:
„Deutsche Männer und Frauen! Heute tritt das ‚National-Komitee-Freies-Deutschland‘ zum ersten Male ausser seinen Rundfunksendungen an die Öffentlichkeit. Die aufrecht und gerade denkenden deutschen Männer und Frauen unseres Volkes werden hiermit zum Kampfe gegen die Kriegsverbrecher aufgerufen! Das ‚National-Komitee-Freies-Deutschland‘ fordert das, was wir alle am nötigsten brauchen und zwar:
1. Frieden!
2. Freiheit!
3. Brot!
4. Ende des Hitler-Blutterrors!
5. Sofortiges Ende des Totalen Krieges […]!“[5]

## Wirken und Bedeutung
Im Jahr 2014 hat der Förderkreis Erinnerungsort Topf & Söhne e. V. den Jochen-Bock-Preis ins Leben gerufen, um den Mut von Jochen Bock und seiner Mitstreiter zu würdigen und an ihr Schicksal zu erinnern. Er ehrt an einem Ort der Mittäterschaft, dem ehemaligen Firmengelände von J. A. Topf & Söhne, Menschen. Zukünftig soll er auch Menschen verliehen werden, „die die »Bürgerpflicht zum Neinsagen« (Fritz Bauer) gegen Antisemitismus, Antiziganismus und jede Form gruppenbezogener Menschenfeindlichkeit in ermutigender Weise wahrgenommen haben“.
Im Jahr 2015 entwickelte die Stiftung Ettersberg / Gedenk- und Bildungsstätte Andreasstraße (die sich am Ort der damaligen Untersuchungshaft der Jugendlichen befindet) gemeinsam mit dem Erinnerungsort Topf & Söhne, der Universität Erfurt und dem Thüringer Landesbüro der Friedrich-Ebert-Stiftung ein dreijähriges Forschungs- und Bildungsprojekt zum Erfurter Jugendwiderstand im Nationalsozialismus. Hierbei stand die Gruppe um Jochen Bock im Mittelpunkt. Es entstanden eine wissenschaftliche Publikation, eine filmische Dokumentation sowie eine Website. Titelgebend ist die Parole, die Mitglieder der Widerstandsgruppe 1943 an Wände geschrieben haben: „NIEDER MIT HITLER!“. Im Jahr 2018 erschien zum Thema eine Graphic Novel des Berliner Künstlers Hamed Eshrat mit Szenario von Jochen Voit.
Am 12. September 2023 wurde in der heutigen Ludwig-Erhard-Schule in der Erfurter Talstraße eine Gedenktafel an die Widerstandsgruppe um Jürgen Bock enthüllt.